# Койкове
Койкове (рос. Койково; рум. Coicova) — село в Дубоссарському районі в Молдові (Придністров'ї). Населення становить 590 осіб. Входить до складу Дойбанської сільської ради.
Станом на 2004 рік у селі проживало 59,9% українців.